# Сергей Киров
Сергей Миронович Киров (истинска фамилия Ко̀стриков) е съветски държавен и политически деец, секретар на Градския комитет на Всесъюзната комунистическа партия (болшевики) в Ленинград. Той е близък приятел на Йосиф Сталин и виден болшевик. Убийството му през 1934 г. от Леонид Николаев служи за повод за започването на масовите репресии в Съветския съюз, известни под името Голяма чистка.

## Биография
Роден е на 27 март 1886 г. в гр. Уржум, днешна Кировска област. Първите 4 деца на семейството умират рано. След това се раждат Анна, Сергей и Лиза. През 1894 г. остават сираци – майката умира, а бащата изоставя семейството си. Момичетата са осиновени от бабата, а момчето дават в сиропиталище.
Сергей завършва училище в Уржум с отличие, многократно е награждаван. С помощта на дарители и ходатайстване на учителите му от гимназията Киров е приет през 1901 г. в средно-техническа гимназия в Казан, която също завършва с пълно отличие. Премества се в Томск, където започва работа като чертожник в градската администрация.

## Революционна дейност до 1917 г.
Постъпва в редиците на РСДРП (предшественика на КПСС) през ноември 1904 г. в Томск. През следващата година е арестуван за първи път за организиране на стачка. След излизането си от затвора става професионален революционер.
През 1909 г. се установява във Владикавказ като сътрудник в местен вестник, където пише под псевдонима Сергей Миронов. Обожава театъра и редовно участва в представления, занимава се още с алпинизъм. Тук се запознава и с бъдещата си жена Мария Маркус. След нов арест през 1912 г. приема псевдонима Киров, с който остава в историята.
Според официалната комунистическа версия Киров от самото начало е убеден болшевик и привърженик на Ленин. Нови изследвания обаче доказват, че Киров дълго се колебал към кой лагер да премине и в доста статии открито съчувства на меншевиките. Чак след Великата октомврийска революция през 1917 г. преминава на страната на болшевиките. Започва стремителната му политическа кариера.

## Партийна кариера
Киров се издига до втори човек в партията след Сталин. Член е на Политбюро и първи секретар на партията в Ленинград, където живее.
По негово време се разрушават голяма част от храмовете в града. Насочва основната си дейност в разработването и откриването на природни ресурси, главно нефт и газ. През 1928 г. се запознава с Максим Горки и сериозно подпомага издателската му дейност.

## Убийство
Киров е убит на 1 декември 1934 г. в Смолни, където е квартирата на Ленинградския областен комитет на партията, от Леонид Николаев с изстрел в тила.
Има много версии за причините за това убийство. Според сталинската версия Киров е убит от „врагове на държавата“ – привърженици на Троцки, оглавявани от Лев Борисович Каменев.
Според официалната днес руска версия самият Сталин стои зад убийството на Киров. В подкрепа на тази версия стои фактът, че Смолни е силно охраняван по онова време и външен човек не би могъл да проникне до личното стълбище на Киров, където става убийството.
Според третата най-разпространена версия Киров, който е бил известен с честите си похождения сред женската част на елита на Ленинград (главно балерини и актриси), е имал авантюра с жената на убиеца (също балерина), което прави убийството битово и по лични подбуди.
Милда Драуле – жената на убиеца Николаев, скоро след убийството е арестувана, а няколко месеца по-късно е разстреляна. Самият убиец Николаев е арестуван веднага след убийството и след бърз процес е осъден на смърт и разстрелян.
Убийството му става повод за репресии на много партийни дейци и интелектуалци.